# Cratynius yunnanus
Cratynius yunnanus är en loppart som beskrevs av Li Kueichen, Xao Baoqi et Liao Haorong 1980. Cratynius yunnanus ingår i släktet Cratynius och familjen smågnagarloppor. Inga underarter finns listade i Catalogue of Life.